# 徐廷綬
徐廷授（1526年—？），字受之，號锦泉，浙江嚴州府淳安縣人，民籍，明朝政治人物。

## 生平
嘉靖四十年（1561年）辛酉科浙江鄉試第十名舉人。嘉靖四十一年（1562年）聯捷壬戌科會試第六十九名，二甲第八十一名進士。授刑部主事，歴升郎中，出为辰州府知府，萬曆三年（1575年）升陕西按察司副使，八月以患病乞致仕。

## 家族
曾祖徐倫；祖父徐環；父徐曄，母王氏。慈侍下。兄廷用、廷紳。